# 縱肋玉螺
縱肋玉螺（学名：Natica kushime）为玉螺科玉螺屬下的一个种。